# 小栗有似
もしかして
- 小栗有以

ではありませんか？